# Lutz Siebrecht
Lutz Siebrecht (* 26. Oktober 1967) ist ein ehemaliger deutscher Fußballspieler und -funktionär.

## Karriere
Siebrecht spielte ab der Saison 1988/89 in der Bundesliga beim SV Waldhof Mannheim. In der Vorsaison hatte er noch beim SC Geislingen in der Oberliga Baden-Württemberg gespielt. Bei den Mannheimern gab er am 22. Juli 1988 am ersten Spieltag der Saison, beim Heimspiel gegen Bayer 04 Leverkusen sein Debüt, als er in der 63. Minute von Trainer Felix Latzke eingewechselt wurde. Siebrecht blieb drei Jahre bei Waldhof, im zweiten Jahr stieg er mit seinen Mannschaftskollegen in die zweite Liga ab. 1991 wechselte er zum SV Sandhausen, der in der Oberliga Baden-Württemberg spielte.
Mit Beginn der Saison 2019/20 wurde Siebrecht als Sportlicher Leiter bei den Stuttgarter Kickers vorgestellt. Im Oktober 2021 bat er die Kickers um Auflösung seines Vertrages und folgte Markus Gisdol nach Moskau, wo er den Teammanagerposten bei Lokomotive Moskau antrat. Infolge des Russisch-Ukrainischen Krieges traten beide im März 2022 von ihren Ämtern zurück. Mit Beginn des Jahres 2025 kehrte Siebrecht zu den Stuttgarter Kickers zurück und ist dort seither als Geschäftsführer Sport tätig.
Neben seiner sportlichen Tätigkeit ist er Geschäftsführer bei der Wirth GmbH & Co. KG, ein auf dem Großmarkt Stuttgart handelndes Unternehmen, welches vorrangig Feinkostläden, Wochenmarkthändler sowie große Handelsketten mit (Süd-)Früchten beliefert.